# Flaminio Rota
Flaminio Rota (... – 16 gennaio 1611) è stato un anatomista e chirurgo italiano rinascimentale.
Le informazioni sui primi anni di vita sono carenti e la sua data di nascita è sconosciuta; nell'Archivio di Stato di Bologna, un documento attesta che fu battezzato il 6 maggio 1555, nella cattedrale di San Pietro. Suo padre era Giovanni Francesco Rota, professore di anatomia e chirurgia.
Flaminio si laureò in Filosofia e Medicina presso l'Università di Bologna l'8 marzo 1577; grazie alle sue origini familiari, riuscì a farsi strada in tutte le più importanti istituzioni mediche della città. Dal 1579 fu docente e dal 1589 o 1590 insegnò anche anatomia, fino alla sua morte: morì nel 1611 e fu sepolto a Bologna nella chiesa di San Giacomo Maggiore.

## Attività accademica
Come confermato da documenti d'archivio, Rota iniziò le sue lezioni ad lecturam chirurgiae; nel 1586 le lezioni di chirurgia avevano un approccio dermatologico e si basavano sull'opera tripartita di Galeno: De tumoribus praeter naturam; De ulceribus; De vulneribus. Poi, per sette anni (dal 1579 o 1580 fino al 1585 o 1586), Rota non tenne lezioni su argomenti stabiliti, ma tenne lezioni chirurgiche gratuite. Infine, nel 1586 o 1587, basò per la prima volta le sue lezioni sul De tumoribus praeter naturam; nel 1587 o 1588, sul De ulceribus e nel 1588 o 1589, sul De vulneribus. Seguì quest'ordine, ma nel 1589 o 1590, oltre al De tumoribus praeter naturam, basò la sua lezione anche sull'Ad anathomiam.
Nel 1595 Rota entrò nel prestigioso Collegio di Filosofia e Medicina. La partecipazione a questo selezionato collegio rappresentava a Bologna un importante status symbol e permetteva uno speciale contatto tra ambienti politici ed economici. Inoltre, poiché a Bologna a quel tempo mancava una corporazione medica, il collegio aveva anche il ruolo di gestire le domande professionali. Come rappresentante di questo collegio, nel 1606, Rota fu firmatario, insieme a Melchiorre Zoppo, di una convenzione con la Compagnia degli Speziali Medicinalisti di Bologna, firmata da Ercole dal Bono e Orazio Campioni della Compagnia, da Giovanni Banoso, rappresentante dell'università di Farmacia e da Alessandro di Sangro, vice-legato di Bologna. Essa disciplinava l'attività e l'autorizzazione ai farmacisti per la preparazione dei farmaci e il rapporto con i medici e le persone deputate a controllare la corretta preparazione dei farmaci. Infine, il decreto includeva anche l'Index rerum medicinalium, un elenco di composti terapeutici.
La sua esperienza accademica coincise con importanti mutamenti culturali nell'approccio agli studi anatomici: il Galenismo e la Scolastica cadevano sempre più in disgrazia e l'osservazione e la sperimentazione sul corpo umano iniziavano a sostituire le vecchie conoscenze anatomiche basate su dottrine dogmatiche. Quando Rota iniziò la sua attività accademica, Giulio Cesare Aranzio era l'incaricato dell'insegnamento dell'anatomia, significativo sperimentatore nel nord Italia che svolse un ruolo rivoluzionario nel riconoscimento ufficiale dell'insegnamento dell'anatomia come materia a sé stante.
Rota è stato senza dubbio un maestro lodato; il Palazzo dell'Archiginnasio conserva le migliori testimonianze del riconoscimento della sua attività didattica: da vivo fu lodato con sei epigrafi commemorative (per avere un'idea del valore comparativo di questo riconoscimento, bisogna considerare che il famoso anatomista Aranzio meritò otto epigrafi). Rota fu apprezzato perché innovò radicalmente la didattica anatomica con lezioni interattive e discussioni aperte; inoltre diede importanza alla dissezione anatomica, seguendo la rivoluzione di Vesalio.